# Euphyia orthropis
Euphyia orthropis là một loài bướm đêm trong họ Geometridae.